# Ernst Marischka
Ernst Marischka (Viena, 2 de janeiro de 1893 — Chur, 12 de maio de 1963) foi um roteirista e diretor de cinema austríaco.
Dirigiu a série de filmes sobre a imperatriz Isabel da Áustria, mais conhecida como Sissi, e interpretada por Romy Schneider.